# Сонжон (кантон)
Сонжон (фр. Songeons) — упраздненный кантон во Франции, регион Пикардия, департамент Уаза. Входил в состав округа Бове.
В состав кантона входили коммуны (население по данным Национального института статистики за 2010 г.):
- Анвуаль (611 чел.)
- Аннаш (141 чел.)
- Базанкур (129 чел.)
- Бюикур (139 чел.)
- Вамбе (150 чел.)
- Виллер-сюр-Оши (358 чел.)
- Вильамбре (247 чел.)
- Врокур (39 чел.)
- Глатиньи (209 чел.)
- Гремивилле (390 чел.)
- Жерберуа (89 чел.)
- Крийон (440 чел.)
- Лашапель-су-Жерберуа (163 чел.)
- Лероль (185 чел.)
- Луёз (148 чел.)
- Мартенкур (149 чел.)
- Морвилле (443 чел.)
- Окур (151 чел.)
- Сен-Деникур (102 чел.)
- Сен-Кантен-де-Пре (291 чел.)
- Сенант (672 чел.)
- Сонжон (1 114 чел.)
- Сюлли (157 чел.)
- Терин (190 чел.)
- Фонтене-Торси (131 чел.)
- Экур (150 чел.)
- Эрнемон-Бутаван (191 чел.)
- Эскам (202 чел.)

## Экономика
Структура занятости населения:
- сельское хозяйство — 19,8 %
- промышленность — 14,2 %
- строительство — 12,1 %
- торговля, транспорт и сфера услуг — 33,4 %
- государственные и муниципальные службы — 20,5 %

## Политика
На президентских выборах 2012 г. жители кантона отдали в 1-м туре Марин Ле Пен 29,1 % голосов против 28,6 % у Николя Саркози и 19,6 % у Франсуа Олланда, во 2-м туре в кантоне победил Саркози, получивший 59,0 % голосов (2007 г. 1 тур: Саркози  — 34,4 %, Жан-Мари Ле Пен — 17,5 %; 2 тур: Саркози — 63,4 %). На выборах в Национальное собрание в 2012 г. по 2-му избирательному округу департамента Уаза они поддержали действующего депутата, кандидата партии Союз за народное движение Жана-Франсуа Манселя, получившего 34,5 % голосов в 1-м туре и 40,1 % голосов - во 2-м туре.
|  | Кандидат       | Партия                   | % голосов |
|  | -------------- | ------------------------ | --------- |
|  | Тьерри Може    | Радикальная партия левых | 52,91     |
|  | Доминик Дюран  | Прочие правые            | 22,63     |
|  | Даниель Фель   | Национальный фронт       | 16,28     |
|  | Фредерик Ланьо | Зеленые                  | 6,80      |
|  | Мишель Криньон | Крайне правые            | 1,38      |

|  | Кандидат        | Партия                   | % голосов |
|  | --------------- | ------------------------ | --------- |
|  | Тьерри Може     | Радикальная партия левых | 53,15     |
|  | Беатрис Беллиар | Прочие правые            | 46,85     |